# Marko Vejinović
Marko Vejinović (Ámsterdam, 3 de febrero de 1990) es un exfutbolista neerlandés que jugaba de centrocampista.

## Trayectoria

### Carrera juvenil
Durante su carrera como juvenil, Vejinović jugó en las inferiores del AVV Zeeburgia, del FC Utrecht, del Ajax Ámsterdam y del AZ Alkmaar, con el cual finalmente debutaría como profesional. Es un jugador que se caracteriza por tener una muy buena calidad en los tiros libres y pelotas paradas. Tiene, además, muy buena técnica en pases y tiros al arco.

### AZ Alkmaar
Vejinović llegó al equipo titular del AZ Alkmaar en el año 2007, aunque recién debutó a la edad de 19 años el 22 de marzo de 2009, en un partido ante el Feyenoord que finalizara 0-0. En esa misma temporada, se coronaría junto a su equipo tras obtener el campeonato de la Eredivisie, aunque solo jugara tres partidos.

### Heracles Almelo
Al finalizar la temporada fue adquirido por el Heracles Almelo, donde jugó hasta el verano de 2013, habiendo jugado 102 partidos y marcando 11 goles.

### Vitesse
En el verano de 2013 siguió su carrera en el Vitesse, estaría en el club por 2 temporadas, jugando 61 partidos y marcando 12 goles.

### Feyenoord
Para la temporada 2015-16 se unió a las filas del Feyenoord.

### Vuelta al AZ
De cara a la temporada 2017-18 volvió al conjunto de Alkmaar cedido. Al finalizar la temporada se queda a título definitivo en el club.

### Arka Gdynia
El 28 de febrero de 2019 se marchó cedido al Arka Gdynia de la Ekstraklasa hasta final de temporada. En agosto regresó al club en propiedad, abandonándolo en julio de 2020 tras haber llegado a un acuerdo para la rescisión de su contrato.

### Regreso a los Países Bajos y China
El último día del año 2020 se hizo oficial su vuelta al fútbol neerlandés tras firmar por dos temporadas y media con el ADO Den Haag. El equipo no logró la permanencia y en julio se marchó al Tianjin Jinmen Tiger. Con ellos rescindió su contrato y regresó a los Países Bajos y al Heracles Almelo.
En junio de 2024 puso fin a su carrera y volvió al Feyenoord para trabajar de entrenador asistente en su equipo sub-16.

## Selección nacional
Fue internacional con las selecciones sub-21, sub-19 y sub-17 de Países Bajos en 27 ocasiones anotando 8 goles.

## Clubes
| Club                 | País         | Año       |
| -------------------- | ------------ | --------- |
| AZ Alkmaar           | Países Bajos | 2007-2009 |
| Heracles Almelo      | Países Bajos | 2009-2013 |
| S. B. V. Vitesse     | Países Bajos | 2013-2015 |
| Feyenoord            | Países Bajos | 2015-2018 |
| AZ Alkmaar (cedido)  | Países Bajos | 2017-2018 |
| AZ Alkmaar           | Países Bajos | 2018-2019 |
| Arka Gdynia (cedido) | Polonia      | 2019      |
| Arka Gdynia          | Polonia      | 2019-2020 |
| ADO Den Haag         | Países Bajos | 2021      |
| Tianjin Jinmen Tiger | China        | 2021-2022 |
| Heracles Almelo      | Países Bajos | 2022-2024 |

## Palmarés

### Campeonatos nacionales
| Título                        | Club       | País         | Año  |
| ----------------------------- | ---------- | ------------ | ---- |
| Eredivisie                    | AZ Alkmaar | Países Bajos | 2009 |
| Supercopa de los Países Bajos | AZ Alkmaar | Países Bajos | 2009 |
| Copa de los Países Bajos      | Feyenoord  | Países Bajos | 2016 |